# Gabriel Vargas Santos
Gabriel Vargas Santos (Charalá (Santander), 1829-Tame (Arauca), 22 de junio de 1914) fue un militar y político colombiano, miembro del Partido Liberal Colombiano.
Combatió en la guerra civil de 1860 y desde entonces se había mantenido fuera de los campos de batalla. Rápidamente se convirtió en un poderoso caudillo de los llanos de Casanare, muy respetado entre los liberales. Apoyó la rebelión liberal de 1884.
Al comienzo de la Guerra de los Mil Días estaba retirado de la vida pública, fue la petición de los principales dirigentes liberales la causa de su unión al levantamiento en septiembre de 1899. Fue nombrado Director Supremo de la Guerra y Presidente Provisional de Colombia parcialmente conocido en Pamplona el 25 de noviembre para intentar coordinar a los diferentes caudillos liberales, lo que fue un fracaso porque terminó más preocupado de enfrentar a Rafael Uribe Uribe por el liderazgo rebelde que en vencer al gobierno conservador. Fue uno de los comandantes principales en la batalla de Palonegro.
Era apodado «el Gran Viejo» por sus partidarios. Murió en Tame el 22 de junio de 1914.